# Christ Bekale
Christ Junior-Ray Eneme Bekale (Libreville, 20 marzo 1999) è un calciatore gabonese, centrocampista svincolato.

## Carriera
Dopo aver vestito in patria la maglia del CS Libreville, nel 2018 si trasferisce all'Étoile de Métlaoui, formazione del massimo campionato tunisino, rimanendovi fino al gennaio del 2020. Successivamente gioca per il Bizertin e il Tataouine. Dopo una breve parentesi libica con la maglia dell'Al-Mahalah, nel 2022 torna nuovamente in Tunisia, firmando per il Sidi Bouzid.
L'8 febbraio 2023, firma per lo Sheriff Tiraspol, formazione del massimo campionato moldavo. Con la formazione transnistra, rimane solo sei mesi, vincendo un campionato e una coppa nazionale.

## Palmarès

### Competizioni nazionali
- Campionato moldavo: 1

Sheriff Tiraspol: 2022-2023
- Coppa di Moldavia: 1

Sheriff Tiraspol: 2022-2023